# Büdenhof
Büdenhof ist ein Gemeindeteil von Itzgrund im oberfränkischen Landkreis Coburg.

## Geographie
Die Einöde liegt etwa vierzehn Kilometer südwestlich von Coburg auf einem Westhang im Rodachtal. An der Siedlung, aus zwei landwirtschaftlichen Gütern bestehend, führt die Staatsstraße 2204 von Kaltenbrunn nach Seßlach vorbei.

## Geschichte
Der Büdenhof ist für das 12. Jahrhundert als ein zu Bennendorf gehörender Güterkomplex belegt. Eine erste urkundliche Erwähnung war wohl 1149, sicher 1154. Der Viehhof war im 17. Jahrhundert Sitz der Ostheim von Friesenhausen und bis 1711 der Wolfsthal.
1848 wurde Büdenhof nach Welsberg eingegliedert. Ab 1862 gehörte der Ort zum neu geschaffenen bayerischen Bezirksamt Staffelstein. 1875 hatte die Einöde dreizehn Einwohner und fünf Gebäude. Die evangelische Schule und Kirche befanden sich im drei Kilometer entfernten Schottenstein.
1925 lebten in Büdenhof fünfzehn Einwohner in zwei Wohnhäusern. Im Jahr 1987 umfasste die Einöde sieben Einwohner und zwei Wohnhäuser mit zwei Wohnungen.
Am 1. Juli 1972 wurde der Landkreis Staffelstein aufgelöst. Seitdem gehört Büdenhof zum Landkreis Coburg. Im Zuge der bayerischen Gebietsreform verlor Welsberg am 1. Mai 1978 seine Selbstständigkeit als Gemeinde und wurde, wie sein Ortsteil Büdenhof, ein Gemeindeteil der Gemeinde Itzgrund.

### Einwohnerentwicklung
| Jahr      | 1875 | 1900 | 1925 | 1950 | 1970 | 1987 |
| --------- | ---- | ---- | ---- | ---- | ---- | ---- |
| Einwohner | 13   | 12   | 15   | 20   | 17   | 7    |